# Kırkpınar, Erciş
Kırkpınar là một xã thuộc thành phố Erciş, tỉnh Van, Thổ Nhĩ Kỳ. Dân số thời điểm năm 2011 là 345 người.